# Meisterhauer
Meisterhauer war eine Funktionsbezeichnung im traditionellen Bergbau, die an einen in seiner Berufsausübung besonders bewährten Hauer vergeben wurde und mit Aufgaben in der Nachwuchs-Ausbildung verbunden war. Meisterhauer wurden bei der Bergbehörde angemeldet. (Siehe den Artikel Hauer (Bergbau)).  

## Meisterhauer als Ehrentitel in der DDR
In der Deutschen Demokratischen Republik (DDR) war Meisterhauer eine staatliche Auszeichnung, welche in Form eines Ehrentitels mit Urkunde und einer tragbaren Medaille verliehen wurde. Sie wurde am 10. August 1950 gestiftet und konnte an alle Hauer verliehen werden, die sich durch besonders hohe fachliche Qualifikation, aber auch bei schwierigen Arbeitsaufgaben durch überdurchschnittliche Leistungen ausgezeichnet hatten. Ferner wurde der Titel auch für ständige und aktive gesellschaftliche Arbeit sowie die freiwillige Übertragung erworbenen Wissens und Fertigkeiten an den bergmännischen Nachwuchs vergeben. Pro Jahr wurde der Titel maximal 50 mal verliehen.

### Medaille zum Ehrentitel

#### Aussehen
Die Bronzemedaille mit einem Durchmesser von 38 mm zeigt auf ihrem Avers eine erhaben geprägtes Mittelfeld, auf welchem das Bergmannssymbol Schlägel und Eisen ruht sowie das Verleihungsjahr (ab 1955 entfallen) zu lesen ist. Das Mittelfeld wird von einem 5 mm breiten Rand umrundet, in den sich unten die Umschrift: MEISTERHAUER und oben links und rechts zwei Lorbeerzweige anschmiegen. Das Revers der Medaille zeigt eine etwas links versetzte Friedenstaube und bis 1955 das nachträglich eingestempelte Verleihdatum.

#### Trageweise
Getragen wurde die Medaille auf der linken oberen Brustseite an einer 29 mm × 20 mm roten stoffbezogenen Spange. Auf diesem Band ist mittig ein 3 mm breiter Mittelstreifen eingewebt, der die Reihenfolge schwarz-rot-gold aufweist. Durch die gesamte Spange zieht sich ein bronzener waagerechter 4 mm hoher Balken, der mittig die Jahreszahl der Verleihung in roter Emaille mit Umrandung zeigt.